# Șuletea
Șuletea è un comune della Romania di 2 531 abitanti, ubicato nel distretto di Vaslui, nella regione storica della Moldavia. 
Il comune è formato dall'unione di 4 villaggi: Fedești, Jigălia, Rășcani, Șuletea.